# Кудырявцы
Кудырявцы (укр. Кудирявці) — село в Бусской городской общине Золочевского района Львовской области Украины.
Население по переписи 2001 года составляло 317 человек. Занимает площадь 2,1 км². Почтовый индекс — 80544. Телефонный код — 3264.